# Egocentrismo

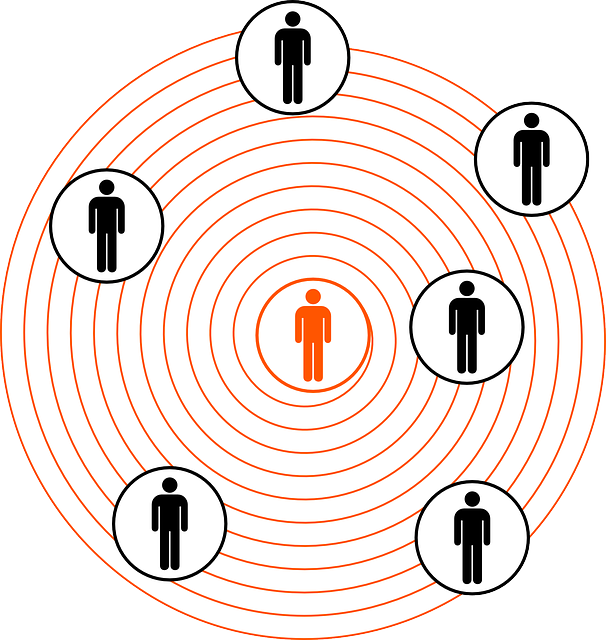
Una representación del egocentrismo.

En psicología, egocentrismo es la característica que define a las personas que creen que sus opiniones e intereses propios son más importantes que las de los demás. Incapacidad para desenmarañar esquemas subjetivos de la realidad objetiva y una incapacidad para asumir o comprender con precisión cualquier perspectiva que no sea la propia. Aunque el egocentrismo y el narcisismo parecen similares, no son lo mismo. Una persona que es egocéntrica cree que es el centro de atención, como un narcisista, pero no recibe gratificación por la propia admiración. Tanto los egotistas como los narcisistas son personas cuyos egos están muy influenciados por la aprobación de otros, mientras que para los egocentristas esto puede o no ser cierto.
Aunque los comportamientos egocéntricos son menos prominentes en la edad adulta, la existencia de algunas formas de egocentrismo en la edad adulta indica que superar el egocentrismo puede ser un desarrollo de por vida que nunca se completa. Los adultos parecen ser menos egocéntricos que los niños porque son más rápidos de corregir desde una perspectiva inicialmente egocéntrica que los niños, no porque tengan menos probabilidades de adoptar inicialmente una perspectiva egocéntrica. El egocentrismo se encuentra a lo largo de la vida: en la infancia, infancia temprana, adolescencia,  y edad adulta. Contribuye al desarrollo cognitivo humano al ayudar a los niños a desarrollar la teoría de la mente y la formación de identidad propia.

## El egocentrismo durante las etapas de la vida

### Durante la infancia
El concepto principal que aprenden los bebés y los niños pequeños al comenzar a mostrar el egocentrismo es el hecho de que sus pensamientos, valores y comportamientos son diferentes a los de otros, también conocida como la teoría de la mente. Inicialmente, cuando los niños comienzan a tener interacciones sociales con los demás, principalmente los cuidadores, malinterpretan que son una entidad, porque están juntos por un largo período de tiempo y los cuidadores a menudo satisfacen las necesidades de los niños.
Según Jean Piaget, "un niño egocéntrico asume que otras personas ven, escuchan y sienten exactamente lo mismo que el niño.
Jean Piaget (1896–1980) desarrolló una teoría sobre el desarrollo de la inteligencia humana, que describe las etapas del desarrollo cognitivo. Afirmó que la primera infancia es el momento del pensamiento proporcional, caracterizado por la incapacidad de los niños para procesar el pensamiento lógico. Según Piaget, uno de los principales obstáculos a la lógica que poseen los niños incluye la concentración, "la tendencia a centrarse en un aspecto de una situación con la exclusión de otras". Un tipo particular de concentración es el egocentrismo: literalmente, "yo" -centeredness ". Piaget afirmó que los niños pequeños son egocéntricos, capaces de contemplar el mundo solo desde su perspectiva personal. 

### Durante la adolescencia
El egocentrismo se enfoca principalmente en el desarrollo de la primera infancia, se ha encontrado que también ocurre durante la adolescencia. David Elkind fue uno de los primeros en descubrir la presencia del egocentrismo en la adolescencia y en la adolescencia tardía.
El adolescente está exhibiendo el egocentrismo, luchando para distinguir si, en realidad, otros son tan aficionados a ellos como podrían pensar porque sus propios pensamientos son tan frecuentes. Los adolescentes se consideran a sí mismos como "únicos, especiales y mucho más significativos socialmente de lo que realmente son".
Aunque la mayoría de las investigaciones realizadas sobre el estudio del egocentrismo se centran principalmente en el desarrollo en la primera infancia, se ha descubierto que también se produce durante la adolescencia. David Elkind fue uno de los primeros en descubrir la presencia del egocentrismo en la adolescencia y en la adolescencia tardía. Sostiene que "el joven adolescente, debido a la metamorfosis fisiológica que está experimentando, se preocupa principalmente de sí mismo. En consecuencia, dado que no distingue entre lo que piensan los demás y sus propias preocupaciones mentales, asume que los demás están obsesionados con su comportamiento y apariencia, como lo está él mismo.". Esto demuestra que el adolescente está mostrando egocentrismo, al esforzarse por distinguir si, en realidad, los demás les tienen tanto aprecio como podrían pensar porque sus propios pensamientos son muy predominantes. Los adolescentes se consideran a sí mismos "únicos, especiales y mucho más significativos socialmente de lo que son en realidad"
Elkind también creó términos para ayudar a describir los comportamientos egocéntricos exhibidos por la población adolescente, como lo que él llama una audiencia imaginaria, la fábula personal y la fábula de la invencibilidad. Normalmente, cuando un adolescente egocéntrico experimenta una audiencia imaginaria, implica la creencia de que hay una audiencia cautivada y constantemente presente hasta el punto de estar excesivamente interesada en el individuo egocéntrico. La fábula personal se refiere a la idea de que muchos adolescentes creen que sus pensamientos, sentimientos y experiencias son únicos y más extremos que los de los demás.  En la fábula de la invencibilidad, el adolescente cree en la idea de que es inmune a la desgracia y no puede ser dañado por cosas que podrían derrotar a una persona normal.  El egocentrismo en la adolescencia suele considerarse un aspecto negativo de su capacidad de pensamiento porque los adolescentes se consumen en sí mismos y son incapaces de desenvolverse eficazmente en la sociedad debido a su versión sesgada de la realidad y cinismo.
Hay varias razones por las que los adolescentes experimentan egocentrismo:
- Los adolescentes a menudo se enfrentan a nuevos entornos sociales (por ejemplo, comenzar la escuela secundaria) que requieren que el adolescente proteja su yo, lo que puede conducir al egocentrismo.[17]
- El desarrollo de la identidad del adolescente puede llevar al individuo a experimentar altos niveles de unicidad que posteriormente se vuelve egocéntrica - esto se manifiesta como la fábula personal.[18]
- El rechazo de los padres puede llevar a los adolescentes a experimentar altos niveles de autoconciencia, lo que puede conducir al egocentrismo.[19]

Se han encontrado diferencias de género en la forma en que se manifiesta el egocentrismo. El yo transitorio, como lo definieron Elkind y Bowen en 1979, se refiere a la imagen impermanente del yo que es principalmente relativa a comportamientos de una sola vez y apariencia temporal,  y, las mujeres adolescentes tienen una mayor tendencia a considerarse diferentes de los demás, y tienden a ser más cohibidas en situaciones que implican vergüenzas momentáneas (por ejemplo, ir a una fiesta con un mal corte de pelo), que sus compañeros varones.  Otro estudio realizado por Goossens y Beyers (1992) utilizando instrumentos de medida similares descubrió que los chicos tienen creencias más fuertes de que son únicos, invulnerables y a veces omnipotentes, que son características típicas de la fábula personal.
Esto ejemplifica de nuevo la idea de que el egocentrismo está presente incluso en la adolescencia tardía. Los resultados de otros estudios han llegado a la conclusión de que el egocentrismo no se presenta en algunos de los mismos patrones que se encontró originalmente. Estudios más recientes han descubierto que el egocentrismo prevalece en los últimos años del desarrollo, a diferencia de los hallazgos originales de Piaget que sugerían que el egocentrismo sólo está presente en el desarrollo de la primera infancia. El egocentrismo es especialmente dominante en la adolescencia temprana, sobre todo cuando los adolescentes se encuentran con nuevos entornos, como un nuevo colegio o un nuevo grupo de iguales.
Además, a lo largo de la adolescencia el egocentrismo contribuye al desarrollo de la autoidentidad; para lograr la autoidentidad, los adolescentes atraviesan diferentes vías de etapas de "crisis" y "compromiso", y se descubrió que un mayor logro de la autoidentidad se correlacionaba con un mayor egocentrismo. 

### Durante la edad adulta
Los adultos también son susceptibles de ser egocéntricos o de tener reacciones o comportamientos que pueden clasificarse como egocéntricos ya que son más propensos a esto. Frankenberger evaluó a adolescentes (14–18 años) y adultos (20–89) en sus niveles de egocentrismo y autoconciencia.  Se encontró que las tendencias egocéntricas se habían extendido hasta la edad adulta temprana y estas tendencias también estaban presentes en la edad media del adulto.
Se ha observado que la prevalencia del egocentrismo en el individuo disminuye entre los 15 y los 16 años. Sin embargo, los adultos también son susceptibles de ser egocéntricos o de tener reacciones o comportamientos que pueden clasificarse como egocéntricos.
Frankenberger puso a prueba a adolescentes (14-18 años) y adultos (20-89) en sus niveles de egocentrismo y autoconciencia. Se descubrió que las tendencias egocéntricas se habían extendido hasta la edad adulta temprana y que estas tendencias también estaban presentes en la edad adulta media.
Baron y Hanna analizaron a 152 participantes y comprobaron cómo la presencia de depresión afectaba al egocentrismo.  Analizaron a adultos de entre 18 y 25 años y descubrieron que los participantes que sufrían depresión mostraban niveles más altos de egocentrismo que los que no.
Por último, Surtees y Apperly descubrieron que cuando se pedía a los adultos que juzgaran el número de puntos que veían y el número de puntos que veía el avatar en la simulación por ordenador, la presencia del avatar interfería en el juicio de los participantes durante los ensayos. En concreto, se trataba de pruebas en las que el número de puntos que veía el participante no coincidía con el número de puntos que veía el avatar. Dicho efecto en los participantes disminuía cuando el avatar era sustituido por una simple línea amarilla o azul, lo que permitía concluir que, de algún modo, el hecho de que el avatar tuviera un atributo personal provocaba implícitamente que los participantes incluyeran su "visión" en su propia toma de decisiones.  Dicho esto, cometieron más errores cuando vieron indicaciones como "el avatar ve N" cuando N era el número de puntos que veía el participante y no el avatar, lo que demuestra que el pensamiento egocéntrico sigue predominando a la hora de emitir juicios rápidos, aunque los adultos sean muy conscientes de que sus pensamientos pueden diferir de los de los demás.

## Historia
Parte de la hegemonía de sus pensamientos sobre los otros; lo que él piensa, opina, decide, cree y razona es primero y más importante que el resto, el mundo gira alrededor de su individualidad y lo que no se ajusta a él es rechazado y desvalorado por su opinión. El término deriva del latín ego, que significa "yo". Una persona egocéntrica no puede "ponerse en los zapatos de los demás (quitándose primero los de él mismo)", y cree que todos buscan o deben buscar lo que él busca (o lo que él ve, en alguna forma, excede en lo que otros ven).

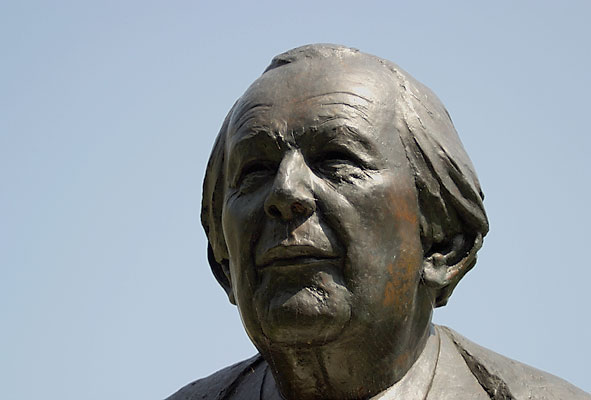
Busto de Jean Piaget en Ginebra

Jean Piaget (1896-1980) sostuvo que los niños pequeños son egocéntricos. Esto, de ninguna manera significa que sean egoístas, sino que no tienen todavía la suficiente habilidad mental para entender a otras personas que puedan tener diferentes opiniones y creencias con respecto a la de ellos. Piaget hizo una prueba para investigar el egocentrismo llamada el estudio de las montañas. Puso a niños delante de una cordillera sencilla de yeso y entonces les pidió que escogieran, de cuatro fotografías, la vista que él, Piaget, veía. Los niños más pequeños eligieron la foto de lo que ellos mismos estaban viendo. 
Sin embargo, este estudio ha sido criticado justificando que se trata sencillamente del conocimiento de la visión espacial de los niños y no del egocentrismo. Un siguiente estudio relacionado con muñecos de policías, mostró que niños pequeños fueron capaces de decir correctamente lo que el entrevistador estaba viendo. Es de pensar que Piaget sobreestimó los niveles de egocentrismo en los niños.[cita requerida]